# Govern Revolucionari d'Angola en l'Exili

El GRAE va utilitzar la bandera del FNLA

El Govern Revolucionari d'Angola en l'Exili (portuguès Govêrno revolucionário de Angola no exílio, GRAE) va ser un govern en l'exili liderat pel Front Nacional d'Alliberament d'Angola (FNLA), amb base a Kinshasa. Holden Roberto va ser el president del GRAE. El GRAE fou fundat l'abril de 1962 i tenia llurs forces armades estacionades a la República Democràtica del Congo, on hi duien a terme entrenament militar.
Tanmateix, quan Moïse Tshombé esdevingué primer ministre del Congo-Kinshasa, l'ajuda congolesa al GRAE fou reduïda. En juliol de 1964 el ministre d'afers exteriors del GRAE, Jonas Savimbi, va dimitir (en 1966 fundaria el seu propi moviment, UNITA).
Inicialment les forces del GRAE lluitaven principalment a les forests del nord de Dembo. Tanmateix, a començaments de 1969 el GRAE va obrir un segond front al llarg de la frontera amb Zàmbia.

## Reconeixement de l'OUA
Quan es va fundar l'Organització per a la Unitat Africana en 1963 el GRAE va rebre el reconeixement exclusiu com a govern legítim d'Angola, un moviment que va impulsar el govern congolès per expulsar les forces del MPLA (un moviment d'alliberament rival al FNLA) des del Congo-Kinshasa. Tanmateix en 1964 l'OUA també va reconèixer el MPLA com a moviment d'alliberament legítim, i el suport al GRAAE va minvar gradualment. Durant el període 1971-1972 el GRAE va rebre 61.666 lliures esterlines de l'OUA, el 5,69% de les quantitats totals donats per l'OUA a diferents moviments d'alliberament africans en el moment. Durant el mateix període, l'OUA va donar al MPLA 180.334 lliures esterlines.

## Vincles internacionals
El GRAE va constituir un bloc de moviments africans, juntament amb el Congrés Panafricanista (Sud-àfrica), el Comitè Revolucionari de Moçambic i la Unió Nacional Africana de Zimbabwe. A través d'aquesta cooperació, el GRAE va donar una mica d'ajuda militar al seu homòleg de Moçambic. En la dècada de 1960, el GRAE rebre una gran part de l'ajuda humanitària per als refugiats angolesos procedents de fonts occidentals. Va ser recolzat per la República Popular de la Xina i també va rebre algun tipus d'assistència de la bloc soviètic.